# 타케이 에미
타케이 에미(武井 咲, 1993년 12월 25일~)는 일본의 배우, 패션 모델이다. 본명은 타사키 에미(田﨑 咲)이다. 아이치현 나고야시 미나토구 출신.  오스카 프로모션 소속. 신장은 163cm, 혈액형은 A형이다.
배우자는 EXILE의 TAKAHIRO이다.

## 약력
2006년 8월 2일, 중학교 1학년 때 오스카 프로모션이 전개하는 〈제11회 전일본 국민적 미소녀 콘테스트〉에서 모델 부문상 및 일반 투표가 가장 많았던 사람에게 주어지는 멀티미디어상을 수상. 같은 해, 여자 중고생을 위한 패션 잡지 〈Seventeen〉(슈에이샤)의 11월호로 모델 데뷔. 이듬해 2월 호에서 잡지의 전속 모델로 발탁되어, 일이 있을 때마다 신칸센으로 도쿄에 다녔다.
2008년 11월, 영화 《벚꽃 동산》으로 여배우 데뷔.
2009년 4월, 고등학교 진학을 계기로 상경해, 히노데 고등학교에 입학했다.
2011년 4월기 《아스코마치~아스카 공업 고교 이야기~》(TV 아사히)로 연속 드라마 첫 주연을 완수했다. 같은 해 12월 14일, 유니버설 뮤직 재팬에서 GLAY의 TAKURO을 곡을 제공 받아 첫싱글 〈사랑하는 마음 (恋スルキモチ 코이스루키모치[*])〉을 발매, 가수 데뷔. 하지만 이 곡을 처음이자 마지막으로 가수 활동은 더 이상 하지 않고 있다.
2011년 12월, 구찌와 일본인 최초 계약을 맺었다.
2012년 3월 고등학교 졸업. 같은 해 9월 발매된 〈Seventeen〉의 10월호 잡지를 마지막으로 전속 모델을 졸업했다. 표지 등장 횟수는 통산 16회였다.
2013년 12월 〈탤런트 CM 기용 사수 랭킹〉에서 연간 선두를 획득했다.

### 개인사
23세 때인 2017년 9월 1일, EXILE의 보컬 TAKAHIRO와 결혼했다. 드라마 《전력 외 수사관》에서 공연을 계기로 2년 반 교제 기간을 거쳐 결혼에 이르렀다.
결혼 발표 당시 임신도 발표, 2018년 3월에 첫 아이가 되는 여자아이를 출산했다. 같은 해 7월, CM 촬영에서 연예계 활동을 재개. 같은 해 10월 발매의 잡지 표지에 등장해 어머니가 된 실감을 말했다.

## 인물·기호·에피소드
- 본명인 〈에미(咲 えみ[*])〉라는 이름의 유래는 부모의 “꽃이 피는 것처럼 건강하고 웃는 얼굴이 끊임없는 여자 아이.”가 되었으면 좋겠다는 염원으로 붙여졌다.[10] 이 때문에 〈사키〉(さき)로 오독하기 쉽다.

- 가족 구성은 아버지, 어머니, 8세 아래의 여동생이 있다.[11]

- 2009년 타케이가 고등학교 진학으로 도쿄에 상경했을 때[4]어머니와 여동생도 함께 상경했다.[11] 2012년에는 아버지도 상경해, 가족 4명이 모두 도쿄에서 살게 되었다.[12]

- 3세 때부터 초등학교 6학년 때까지 일렉톤을 배우고 있다.[13]

- 한류 팬으로, “다시 태어나면 한국 사람이 되어보고 싶다”라고 발언했었다.[주 1]

- 좋아하는 가수는 동방신기, GLAY의 열혈 팬이다. 특히 GLAY의 멤버중에서도, JIRO를 좋아한다.

- 좋아하는 코미디언은 블랙 마요네즈의 요시다 타카시이다.

- 좋아하는 프로 야구 구단은 주니치 드래건스로, 그 중에서도 좋아하는 선수는 토니 블랑코다.

- 좋아하는 음식은 우동, 소바, 그라탱, 고기, 크루아상이다.

- 반려견을 기르고 있으며, 이름은 〈Tee (티)〉.

- 2015년에 특수 소형 선박 조종사 면허를 취득했다.[14]

- 히노데 고등학교 동문인 AKB48의 치카노 리나와 절친한 사이이며, 식사나 영화를 보러 자주 다닌다.[주 2]

## 출연 작품
역할 이름의 굵은 글씨는 주연 작품

### 텔레비전 드라마
| 방송일자                          | 제목                                                           | 역할                                    | 방송사       |
| --------------------------------- | -------------------------------------------------------------- | --------------------------------------- | ------------ |
| 2009년 8월 1일 ~ 9월 26일         | 오토멘 ~여름~                                                  | 타치바나 쿠리코                         | 후지 TV      |
| 2009년 10월 13일 ~ 11월 3일       | 오토멘 ~가을~                                                  | 타치바나 쿠리코                         | 후지 TV      |
| 2009년 12월 8일 ~ 2010년 1월 19일 | 라이어 게임 시즌2 제5화 ~ 최종화                               | 사에키 히로카                           | 후지 TV      |
| 2010년 4월 17일 ~ 5월 1일         | 아오야마 1SEG 발전 파라피크 여고생 마코토 전3화                | 여고생 마코토                           | NHK 원세그 2 |
| 2010년 7월 8일 ~ 9월 16일         | GOLD                                                           | 사오토메 아키라                         | 후지 TV      |
| 2011년 1월 17일 ~ 3월 28일        | 소중한 것은 전부 네가 가르쳐 주었어                            | 사에키 아키라                           | 후지 TV      |
| 2011년 4월 24일 ~ 7월 3일         | 아스코마치~아스카 공업 고교 이야기~                            | 요시노 나오                             | TV 아사히    |
| 2011년 9월 3일                    | 정말로 있었던 무서운 이야기 여름 특별편 2011 〈동창회 알림〉   | 고야마 쿄카                             | 후지 TV      |
| 2012년 4월 8일 ~ 11월 4일         | 대하드라마 〈타이라노 키요모리〉 제14화 ~ 제43화               | 토키와고젠                              | NHK          |
| 2012년 4월 26일 ~ 6월 14일        | W의 비극                                                       | 와츠지 마코 / 쿠로사와 사츠키 (1인 2역) | TV 아사히    |
| 2012년 7월 10일 ~ 9월 18일        | 숨도 쉴 수 없는 여름                                           | 타니자키 레이                           | 후지 TV      |
| 2012년 10월 10일 ~ 12월 19일      | 도쿄 전력 소녀                                                 | 사에키 우라라                           | NTV          |
| 2013년 4월 12일 ~ 6월 7일         | 날씨 언니                                                      | 아베 하루코                             | TV 아사히    |
| 2013년 9월 23일                   | 긴다이치 코스케 VS 아케치 코고로                               | 젠이케 하츠에 (히로인)                  | 후지 TV      |
| 2013년 9월 29일                   | The Partner ~사랑스런 백년의 벗~                               | 오오이와 아카네 (히로인)                | TBS          |
| 2013년 10월 14일 ~ 12월 23일      | 바다 위의 진료소                                               | 토가미 마코 (히로인)                    | 후지 TV      |
| 2014년 1월 11일 ~ 3월 15일        | 전력 외 수사관                                                 | 우미즈키 치나미                         | NTV          |
| 2014년 7월 17일 ~ 9월 4일         | 제로의 진실~감찰의·마츠모토 마오~                              | 마츠모토 마오                           | TV 아사히    |
| 2014년 10월 21일 ~ 12월 23일      | 모든 것이 F가 된다                                             | 니시노소노 모에                         | 후지 TV      |
| 2015년 3월 21일                   | 전력 외 수사관 SPECIAL                                         | 우미즈키 치나미                         | NTV          |
| 2015년 7월 9일 ~ 9월 10일         | 에이지 해러스먼트                                              | 요시이 에미리                           | TV 아사히    |
| 2016년 1월 13일 ~ 3월 16일        | 프래자일                                                       | 미야자키 치히로 (히로인)                | 후지 TV      |
| 2016년 7월 12일 ~ 9월 20일        | 후회없이, 사랑해                                               | 쿠리하라 미아                           | TBS          |
| 2016년 8월 20일                   | 정말로 있었던 무서운 이야기 여름 특별편 2016 〈병동의 간호도〉 | 요시카와 아유미                         | 후지 TV      |
| 2016년 9월 17일                   | 세토우치 소년 야구단                                           | 나카이 코마코                           | TV 아사히    |
| 2016년 9월 24일 ~ 2017년 2월 25일 | 추신구라의 사랑 ~48번째 충신~                                  | 카츠타 키요 / 사쿄                      | NHK          |
| 2017년 4월 17일 ~ 6월 26일        | 귀족 탐정                                                      | 타카노리 아이카 (히로인)                | 후지 TV      |
| 2017년 7월 20일 ~ 9월 14일        | 검은 가죽 수첩                                                 | 하라구치 모토코                         | TV 아사히    |
| 2017년 10월 15일 ~ 12월 17일      | 지금부터 당신을 협박합니다                                     | 카네사카 미오                           | NTV          |
| 2021년 1월 7일                    | 검은 가죽 수첩 ~괴대행~                                        | 하라구치 모토코                         | TV 아사히    |

### 영화
| 개봉일자                | 제목                                      | 역할                   | 배급사                 | 비고          |
| ----------------------- | ----------------------------------------- | ---------------------- | ---------------------- | ------------- |
| 2008년 11월 8일         | 벚꽃 동산                                 | 미즈타 마키            | 쇼치쿠                 |               |
| 2012년 6월 16일         | 아이와 마코토                             | 사오토메 아이          | 카도카와 영화 / 도에이 |               |
| 2012년 8월 25일         | 바람의 검심                               | 카미야 카오루 (히로인) | 워너 브라더스 영화     |               |
| 2012년 12월 8일         | 오늘, 사랑을 시작합니다                   | 히비노 츠바키          | 도호                   |               |
| 2014년 8월 1일·9월 13일 | 바람의 검심 교토 대화재편 / 전설의 최후편 | 카미야 카오루 (히로인) | 워너 브라더스 영화     |               |
| 2014년 11월 1일         | 클로버                                    | 스즈키 사야            | 도호                   |               |
| 2016년 4월 29일         | 테라포마스                                | 아키타 나나오 (히로인) | 워너 브라더스 영화     | [ 15 ]        |
| 2021년 4월 23일         | 바람의 검심 최종장 더 파이널              | 카미야 카오루 (히로인) | 워너 브라더스 영화     | [ 16 ] [ 17 ] |

### 외화 더빙
| 개봉/방송일자   | 제목                    | 역할                           | 배급사/방송사 | 비고                     |
| --------------- | ----------------------- | ------------------------------ | ------------- | ------------------------ |
| 2011년 10월 1일 | 분노의 질주: 언리미티드 | 일레나 네베스 (엘사 파타키 분) | 도호 도와     | 미국 영화, 일본어판 더빙 |

### 극장판·TV 애니메이션
| 개봉/방송일자    | 제목                                              | 역할              | 배급사/방송사 | 비고              |
| ---------------- | ------------------------------------------------- | ----------------- | ------------- | ----------------- |
| 2008년 11월 14일 | 크레용 신짱 제648화 〈桜田のそにょだゾ〉          | TBA               | TV 아사히     | TV 애니메이션     |
| 2014년 4월 19일  | 짱구는 못말려 극장판: 정면승부! 로봇아빠의 역습   | 단단바라 테루요짱 | 도호          | 극장판 애니메이션 |
| 2016년 12월 17일 | 극장판 요괴워치: 하늘을 나는 고래와 더블세계다냥! | 키노시타 사에     | 도호          | 극장판 애니메이션 |

### 게임
- 닥터 로드렉과 망각의 기사단 (2011년 7월 7일, 코나미 디지털 엔터테인먼트) - 소피 쿠베르탱 역
- 바이너리 도메인 (2012년 2월 16일, 세가) - 유키 역[20]
- 드래곤 퀘스트 히어로즈 II 쌍둥이의 왕이 예언의 끝 (2016년 5월 27일, 스퀘어 에닉스) - 테레시아 역
- 인왕 (2017년 2월 9일, 코에이 테크모 게임스) - 오카츠 역[21]

### WEB·전달 드라마·영화
- 테라포마스 / 새로운 희망 (2016년 4월 24일, dTV) - 아키타 나나오 (히로인) 역
- 시세이도 스노우 뷰티 화이트닝 페이스 파우더 2017 단편 영화 《Laundry Snow》 (2017년 7월 7일) - 후지타 하나 / 츠바키 역 (1인 2역·타카하시 잇세이와 공동 주연)[22]

## 그 외 출연

### 버라이어티
- 기적 체험! 언빌리버블 (2010년 4월 22일 ~ 2011년 2월 24일, 후지 TV) - 격주 레귤러

### 다큐멘터리
- K-POP & 한국 드라마...스타가 태어난 장소 ~타케이 에미·영아한류 뿌리 여행 ~ (2011년 6월 26일, BS닛폰) - 네비게이터
- 타케이 에미 19세의 휴일·한국 혼자 여행 ~밀착! 본 모습으로 돌아온 3일~ (2013년 7월 20일, BS닛폰) - 네비게이터
- 타케이 에미 21세의 호기심 ~미국 서해안 엔터테인먼트의 성지로~ (2015년 2월 14일, BS닛폰) - 네비게이터[23]
- 타케이 에미 피렌체 기행 ~시간을 넘어 사랑받는 아름다운 도시에~ (2015년 11월 21일, BS 후지) - 네비게이터[24]

### 라디오
- 타케이 에미와 야나기타 리카오의 라디오 공상 과학 연구소 (2010년 10월 3일 ~ 2014년 3월 30일, 닛폰 방송) - 퍼스널리티
- 닛폰방송·롯데 어린이날 특집 방송 기분 연결 프로젝트 〈기분이 연결되는 라디오〉 (2011년 4월, 닛폰 방송) - 사사키 노조미, 나가사와 마사미와 공동 퍼스널리티
- 제일 생명 타케이 에미 〈오늘의 한 마디〉 (2012년 4월 16일 ~ 2013년 3월 29일, TOKYO FM) - 퍼스

### 광고 (CM)
- 핫케이지마 씨 파라다이스 (2007년)
- 타카라 토미 〈Hi-kara〉 (2008년)
- 시세이도
  - TSUBAKI Water(츠바키 워터) (2010년 9월 ~ )
  - 시세이도 【기업CM】 〈오늘 메이크업의 포인트 타케이 에미〉편 (2011년 1월)
  - MAQuillAGE(마끼아쥬) (2011년 ~ 2013년)
  - 스노뷰티 (2017년 7월)
- 롯데
  - 가나 밀크 초콜릿 (2011년 1월 ~ 2014년) - 나가사와 마사미와 공동 출연
  - 롯데 【기업CM】 (2011년)
  - 가나 초콜릿&쿠키 샌드 (2011년 10월 ~ 2013년)
  - Frutitio (2012년 6월 ~ 2013년)
  - Fit's LINK & Frutitio × 영화 《바람의 검심》 (2012년) - 사토 타케루와 공동 출연
  - 그린껌 (2014년 4월)
- 소프트뱅크 모바일 〈화이트 학생할인〉 (2011년 1월)
- 이온 (2011년 3월 ~ 2018년)
- 일본 코카-콜라 〈소켄비차〉 (2011년 4월 ~ 2012년)
- 닌텐도 〈리듬 세상 Wii〉 (2011년 7월)
- 닛신식품 〈SPA왕〉 (2011년)
- 도호 도와 〈분노의 질주: 언리미티드〉 고지 CM (2011년)
- NEC
  - LAVIE (2011년 ~ 2017년)
  - VALUESTAR (2012년 ~ 2017년)
- 세키스이 화학공업 〈세키수이하이무〉 (2011년)
- 제일 생명 (2011년 ~ 2016년)
- 아오야마 상사 양복의 아오야마 (2011년 ~ 2019년)
- J SPORTS (2011년 ~ )
- 도쿄도 미술관 마우리츠하이스 미술관전 (2012년)
- 도쿄 지하철 도쿄 메트로 〈We are the Tokyo Navigator〉 (2012년 4월 ~ 2013년)
- JTB (2012년 ~ 2018년)
- GREE 〈낚시★스타〉 (2012년 7월)
- 하우스 식품
  - 스파킹·까르보나라 페투치네 (2011년 8월)
  - 토스트 조미료 / 파판 (2012년 ~ 2013년)
  - 완숙 토마토의 하야시 라이스 소스 (2014년 ~ 2018년)
  - 버몬트 카레 (2015년 7월)
- 세이코 시계 〈루키아〉 (2012년 ~ 2013년)
- 일본적십자사
  - (2013년 ~ 2014년)
  - 생명을 잇는 사람이 된다.편 (2014년)
- 일본 내각부 정부 홍보 CM (2013년)
- 조이풀 마루야마 조이풀 에리 (2013년)
- 모브 캐스트 〈모바프로 / 모바사카〉 (2013년 7월)
- 에스에스 제약 〈아레지온〉 (2014년 1월 ~ 2017년)
- TV 아사히 〈일본 미소녀 선발 대회〉 홍보 CM (2014년 5월)
- 기린 맥주 〈츄하이〉 (2015년 ~ 2016년)
- 드래곤 퀘스트 히어로즈 II 쌍둥이의 왕이 예언의 끝 (2016년 5월)
- 일본 변호사 연합회 기업 CM (2017년 1월)
- 파이널 판타지 XV : 새로운 왕국 (2017년 ~ 2018년)
- Hazuki Company 하즈키 루페 (2018년 ~ )
- 주부 전력 (2019년 ~ )
- 글리코 유업 〈카페오레〉 (2020년 ~ )

### 모델·이미지 캐릭터
- 핏트 코포레이션 쟌느·아르테스 이미지 캐릭터 (2007년)[25]
- be amie 이미지 캐릭터 (2010년)
- 조이풀 마루야마 조이풀 에리 이미지 캐릭터 (2011년 ~ 2013년)
- 재단법인 일본 방화·위기 관리 촉진 협회 방화 포스터 (가을) (2011년)
- 재단법인 일본 방화·위기 관리 촉진 협회 방화 포스터 (봄) (2012년)
- 경시청 자전거 교통 안전 계발 포스터 (2011년)
- 시세이도 MAQuillAGE Point Makeup Web 선재 광고／CM (2011년)
- 닌텐도 모두의 리듬 천국 Web 선재 광고 (2011년)
- J SPORTS 이미지 캐릭터 (2011년)[26]
- NEC 퍼스널 컴퓨터 이미지 캐릭터 (2011년)[27]
- 사단법인 일본 잡지 협회(JMPA) 〈잡지 애독 월간〉 이미지 캐릭터 (2011년)[28]
- 요후쿠노 아오야마 이미지 캐릭터 (2011년)[29]
- 아디다스 재팬 스포츠 뮤즈[30]／adienergy 이미지 캐릭터 (2011년)[31]
- 제일생명 창업 110주년 이미지 캐릭터 (2011년)[32]
- GUCCI 파트로네이지 모델 계약 (2011년)
- 중앙 노동 재해 방지 협회 연간 표어 포스터 (2012년)
- GUNZE Mirica 이미지 캐릭터 (2012년)
- 공익 재단 법인 맹도견 협회 맹도견 서포터 (2012년)
- 고베 시립 박물관 도쿄도 미술관 〈마우리츠 하이스 미술관전〉 공식 후원 (2012년)[33][주 10]
- 도쿄 지하철 도쿄 메트로 We are the Tokyo Navigator 이미지 캐릭터 (2012년)[34]
- 공익 재단법인 일본 맹도견 협회 안내견 후원 (2012년)[35]
- 일본 적십자사 〈스무살의 헌혈〉 캠페인 캐릭터 (2013년 ~ 2014년)[36][37]
- 정부 홍보 〈생명과 인권을 지킨다〉 캠페인 메신저 (2013년)[38]
- 선거 관리 위원회 나고야 시장 선거 이미지 캐릭터 (2013년)[1]
- 롯데 산 가나 프로젝트 응원 대사 (2013년)[39][40]
- 인구 2015 캠페인 이미지 캐릭터 (총무성 통계국) (2015년 2월)[41][42]
- 일본 변호사 연합회 포스터 (2016년)[43][주 11]
- 문화청 일본 유산 대사 (2016년)[44]

## 서적

### 신문
- 아사히 신문 릴레이 opinion 《지금이야말로 이과》(1) 영리하고 멋진 〈연결 여자〉 (2011년 5월 3일자 조간)
- 아사히 신문 be evening 시네마 〈연기 진지함 찾아낸 웃음〉 (2012년 6월 22일 석간)
- 아사히 신문 〈진주 귀걸이의 소녀와 나〉 (2012년 7월 9일 석간)

### 잡지
- Seventeen (2007년 2월호 ~ 2012년 10월호, 슈에이샤) - 전속 모델[3]

### 사진집
- 바람 속의 소녀 (2010년 10월 28일) ISBN 978-4847043208
- PLUMERIA (영혼 특별 편집판) (2011년 6월 20일, 쇼가쿠칸) ISBN 978-4093637305
- 타케이 에미 포토 북 bloom (2015년 6월 6일 KADOKAWA) ISBN 978-4047319431

### 무크
- 타케이 에미 매거진 (2012년 7월 24일, 매거진 하우스) ISBN 978-4838787180

### DVD
- 제11회 전일본 국민적 미소녀 콘테스트 국민적 미소녀 2006 (2006년 11월 15일, 이넷 프런티어)

## 음반

### 싱글
|     | 발매일           | 타이틀                     | 규격                                                                   | 최고 순위 | 비고                      |
| --- | ---------------- | -------------------------- | ---------------------------------------------------------------------- | --------- | ------------------------- |
| 1st | 2011년 12월 14일 | 恋スルキモチ 사랑하는 기분 | UPCH-9713 (초회 한정반 A) UPCH-9714 (초회 한정반 B) UPCH-5732 (통상반) | 6위       | GLAY의 TAKURO가 곡을 제공 |

## 수상 경력
| 연도   | 시상식                                                  | 부문                     | 작품                                                | 출처          |
| ------ | ------------------------------------------------------- | ------------------------ | --------------------------------------------------- | ------------- |
| 2006년 | 제11회 전일본 국민 미소녀 콘테스트                      | 모델 부문상·멀티미디어상 | 빈칸                                                | [ 47 ]        |
| 2009년 | 미스 모바게(Mobage) 그랑프리 '09                        | 그랑프리·모델상          | 빈칸                                                | [ 48 ]        |
| 2010년 | 일본 베스트 드레서 시상식                               | 예능 부문                | 빈칸                                                | [ 49 ]        |
| 2011년 | 제68회 더 텔레비전 드라마 아카데미상                    | 여우조연상               | 소중한 것은 전부 네가 가르쳐 주었어                 | [ 50 ]        |
| 2011년 | Ms.Lily 2011                                            | 여성 부문                | 빈칸                                                | [ 51 ]        |
| 2011년 | VOGUE JAPAN Women of the Year 2011                      | 올해의 여성부문          | 빈칸                                                | [ 52 ]        |
| 2011년 | 제18회 베스트 스마일 오브 더 이어 2011                  | 여배우부문               | 빈칸                                                | [ 53 ] [ 54 ] |
| 2012년 | 2012년도 E- 라인 뷰티풀 대상 (일본 성인 교정 치과 학회) | 여배우부문               | 빈칸                                                |               |
| 2012년 | 제23회 일본 보석 베스트 드레서상                        | 10대부문                 | 빈칸                                                | [ 55 ]        |
| 2012년 | 제24회 야마지 후미코 영화상                             | 신인 여자배우상          | 아이와 마코토, 바람의 검심, 오늘, 사랑을 시작합니다 | [ 56 ]        |
| 2012년 | 제25회 닛칸 스포츠 영화 대상                            | 신인상                   | 아이와 마코토, 바람의 검심                          | [ 57 ]        |
| 2012년 | 제54회 FECJ상 유명 인사 오브 더 이어                    | 여성부문                 | 빈칸                                                | [ 58 ]        |
| 2013년 | 제38회 엘란도르상                                       | 신인상                   | 빈칸                                                | [ 59 ]        |
| 2013년 | 제36회 일본 아카데미상                                  | 신인 배우상              | 아이와 마코토, 바람의 검심, 오늘, 사랑을 시작합니다 | [ 60 ]        |
| 2013년 | 제22회 일본 영화비평가대상                              | 신인 여자배우상          | 오늘, 사랑을 시작합니다                             | [ 61 ]        |
| 2013년 | 제26회 일본 안경 베스트 드레서상                        | 특별상                   | 빈칸                                                | [ 62 ]        |
| 2013년 | 제18회 베트남 영화제                                    | 최우수 여우주연상        | The Partner ~사랑스런 백년의 벗~                    | [ 63 ]        |
| 2014년 | 제12회 파키시오 미각대상                                | 20대부문                 | 빈칸                                                | [ 64 ]        |
| 2015년 | 제3회 재팬 액션 어워드 2015                             | 베스트 액션 연기상       | 바람의 검심 - 교토대화재편 / 전설의 최후편          | [ 65 ]        |
| 2018년 | 제19회 베스트 포머 리스트                               | 여성 부문                | 빈칸                                                | [ 66 ]        |
| 2018년 | 기모노 베스트 드레서 2018                               | 여성 탤런트 부문         | 빈칸                                                | [ 67 ]        |

### 내용주
1. ↑  〈Seventeen〉(슈에이샤) 2010년 12월호 인터뷰로부터
2. ↑  AKB48의 치카노 리나 공식 블로그로부터
3. ↑  아야노 고와 공동 주연
4. ↑  딘 후지오카와 공동 주연
5. ↑  개봉일 기준은 일본에서의 개봉일이다.
6. ↑  츠마부키 사토시와 공동 주연
7. ↑  마츠자카 토리와 공동 주연
8. ↑  2편이 한 달 간격으로 연속 개봉되었다.
9. 1 2  개봉·방송일자 기준은 일본에서의 공개일이다.
10. ↑  이번 전시회의 음성 안내도 담당.
11. ↑  2017년부터 CM에도 출연.

### 참조주
1. 1 2  “CM이나 포스터에 타케이 에미 씨를 기용 : 나고야 시장 선거”. 《CHUNICHI Web》 (주니치 신문). 2013년 3월 27일. 2018년 10월 3일에 원본 문서에서 보존된 문서. 2018년 10월 3일에 확인함.
2. ↑  “공식 프로필”. 《타케이 에미 공식 사이트》. 오스카 프로모션. 2014년 2월 2일에 확인함.
3. 1 2  “타케이 에미가 「Seventeen」모델 졸업에 10월호에 약 5년 반의 활동에 막을”. eltha. 2012년 8월 20일. 2018년 3월 9일에 확인함.
4. 1 2  “타케이 에미을 직격...“남자 투성이 현장은” 처음에”. zakzak. 2011년 4월 22일. 2021년 8월 15일에 확인함.
5. 1 2  “타케이 에미, EXILE의 TAKAHIRO와 결혼 타케이 임신, 내년 봄 출산 예정”. 데일리 스포츠 online. 2017년 9월 1일. 2017년 9월 1일에 확인함.
6. ↑  “TAKAHIRO & 타케이 에미에 첫 아이 여아 탄생 「새 생명을 맞이할 수 있었습니다」【코멘트 전문】”. eltha. 2018년 3월 12일. 2018년 3월 12일에 확인함.
7. ↑  “타케이 에미, 7월부터 배우 활동을 재개 소속사가 발표”. 스포츠호치. 2018년 5월 23일. 2018년 5월 29일에 확인함.
8. ↑  “타케이 에미, 7월 CM에서 업무 복귀! 9월 「바람의 검심」신작으로 여배우 복귀”. SANSPO.COM. 2018년 5월 24일. 2018년 5월 29일에 확인함.
9. ↑  “타케이 에미, 출산에서 복귀 후 첫 잡지 표지 어머니가 실감도 말한다 「니코 니코한 매일」”. eltha. 2018년 10월 11일. 2021년 2월 6일에 확인함.
10. ↑  “타케이 에미 「꽃이 피는 것처럼 미소가 끊이지 않는 사람」으로 명명 이유를 밝힌다”. 마이 나비 뉴스. 2011년 11월 9일. 2012년 12월 8일에 확인함.
11. 1 2  “「산마 노만마 ~타케이 에미~」 2012년 7월 7일 (토) 방송 내용”. 카카쿠.com. 2012년 7월 7일. 2019년 11월 7일에 원본 문서에서 보존된 문서. 2012년 7월 7일에 확인함.
12. ↑  “오샤레이즘 2012/10/07 (일) 22:00 방송 내용 페이지”. TV데타조. 2012년 10월 7일. 2012년 10월 7일에 확인함.[깨진 링크(과거 내용 찾기)]
13. ↑  “타케이 에미 「꿈을 이루는 비결은 열심히 일을 계속 하는」”. 안판Web. 2016년 11월 30일. 2020년 6월 12일에 확인함.
14. ↑  “타케이 에미의 “뜻밖의 자격”에 스튜디오 깜짝 「씩씩하게 보여왔다」 「이미지와 다르다」”. 모델프레스. 2016년 9월 23일. 2018년 10월 4일에 확인함.
15. ↑  “영화 「테라포마스」캐스트 12명의 정보가 해금! 아키타 나나오 역은 타케이 에미, 히루마 이치로 역 야마다 타카유키”. 파미츠.com. 2015년 7월 27일. 2015년 11월 2일에 확인함.
16. ↑  “실사 영화 「바람의 검심」2020년 여름 공개 결정! 에도 막부 말기와 메이지를 그리는 최종장을 2작 연속”. 영화나탈리. 2019년 4월 12일. 2019년 4월 12일에 확인함.
17. ↑  “사토 타케루 주연 영화 「바람의 검심 최종장」 내년 GW 공개 연기”. 《SANSPO.COM》 (産経デジタル). 2020년 5월 27일. 2020년 5월 28일에 확인함.
18. ↑  “타케이 에미가 영화 「와일드 스피드 MEGA MAX」의 성우  도전”. 리스폰스. 2011년 8월 3일. 2011년 8월 10일에 확인함.
19. ↑  “타케이 에미 : 「짱구는 못말려」에서 만화 영화 성우 첫 도전”. 《마이니치 신문 디지털》. 2014년 2월 19일. 2014년 2월 23일에 원본 문서에서 보존된 문서. 2014년 3월 2일에 확인함.
20. ↑  “타케이 에미, 「용과 같이」크리에이터 집단에 의한 게임 성우 참여! 빈민가 소녀 연기”. 시네마투데이. 2011년 9월 1일. 2012년 8월 26일에 확인함.
21. ↑  “「인왕」에 배우 이치무라 마사치카 씨와 타케이 에미 씨의 기용이 결정.  OP 무비는 신 고질라 화제의 히구치 신지 감독이 다루는”. 4Gamer.net. 2016년 9월 12일. 2016년 11월 5일에 확인함.
22. ↑  “타카하시 잇세이와 타케이 에미가 시세이도의 단편 영상으로 공연 주제가는 네바얀”. CINRA.NET. 2017년 7월 7일. 2017년 9월 29일에 확인함.
23. ↑  “「타케이 에미 21세의 호기심 ~미국 서해안 엔터테인먼트의 성지로~」”. BS닛폰. 2015년 2월 15일에 원본 문서에서 보존된 문서. 2019년 12월 20일에 확인함.
24. ↑  “타케이 에미 피렌체 기행 ~시간을 넘어 사랑받는 아름다운 도시로~”. BS후지. 2015년 11월 19일에 원본 문서에서 보존된 문서. 2019년 12월 20일에 확인함.
25. ↑  “쟌느·아르테스의 이미지 모델 타케이 에미을 기용”. 주식회사 피츠 코포레이션. 2007년 11월 8일. 2007년 11월 21일에 원본 문서에서 보존된 문서. 2019년 12월 20일에 확인함.
26. ↑  “타케이 에미, J SPORTS 이미지 캐릭터에 취임!  유형의 남자는 말랐지?”. 《더 텔레비젼》 (카도카와 매거진). 2011년 8월 26일. 2021년 9월 25일에 확인함.
27. ↑  “NEC, 타케이 에미 씨를 신 CM 캐릭터에 맞이한 가을 겨울 모델 발표회”. 《PC Watch》 (주식회사 임프레스). 2011년 9월 12일. 2019년 12월 20일에 확인함.
28. ↑  “2011년 잡지 「애독 월간」 이미지 캐릭터 타케이 에미 씨에 결정!”. 사단 법인 일본 잡지 협회. 2011년 3월 9일. 2011년 10월 12일에 원본 문서에서 보존된 문서. 2019년 12월 20일에 확인함.
29. ↑  의류 아오야마 보도 자료[깨진 링크(과거 내용 찾기)]
30. ↑  “아디다스와 함께 스포츠를 즐기는 여성들을 견인 타케이 에미 스포츠 뮤즈로 기용! 트레이닝웨어 차림의 첫 피로연은 11월 17일 (목) 결정” (PDF). 아디다스 재팬. 2011년 11월 7일. 2016년 3월 4일에 원본 문서 (PDF)에서 보존된 문서. 2019년 12월 20일에 확인함.
31. ↑  “새로운 발상!  세계 최고의 선수도 애용하는 EFX 홀로그램을 탑재한 트레이닝 복 「adienergy (아디 에너지)」가 등장! - 이미지 캐릭터에 EXILE와 타케이 에미을 기용~” (PDF). 아디다스 재팬. 2011년 11월 17일. 2016년 3월 4일에 원본 문서 (PDF)에서 보존된 문서. 2019년 12월 20일에 확인함.
32. ↑  “~제일생명 새로운 TV-CM~ 제일 생명 창업 110주년 이미지 캐릭터 결정! 타케이 에미 씨가 미래인 & 사무라이와 첫 공동 출연!?  「당신의 목소리에 부응하는 보험·미래인」편, 「당신의 목소리에 부응 보험·사무라이」편 2011년 12월 2일 (금)부터 전국 온에어 시작” (PDF). 제일생명. 2011년 12월 1일. 2019년 12월 20일에 확인함.
33. ↑  “마우리츠 하이스 미술관 전시회 네덜란드 플랑드르 회화의 보물”. 아사히 신문사. 2012년 4월 13일에 원본 문서에서 보존된 문서. 2019년 12월 20일에 확인함.
34. ↑  “도쿄 메트로의 광고 캠페인 「We are the Tokyo Navigator」 4/1 시작! 이미지 캐릭터는 「타케이 에미 씨」를 기용” (PDF). 도쿄 메트로. 2012년 3월 28일. 2012년 3월 28일에 원본 문서 (PDF)에서 보존된 문서. 2019년 12월 20일에 확인함.
35. ↑  “여배우 타케이 에미 씨”. 《응원 메시지》. 일본 맹도견 협회. 2012년 5월 10일에 원본 문서에서 보존된 문서. 2019년 12월 20일에 확인함.
36. ↑  “헤세이 25년도 「스무 살의 헌혈」 캠페인 시작!”. 일본 적십자사. 2013년 1월 1일. 2019년 12월 20일에 원본 문서에서 보존된 문서. 2019년 12월 20일에 확인함.
37. ↑  “일본 적십자사, 스무 살의 헌혈 캠페인을 시작, 새로운 성인 타케이 에미 씨가 계속 캠페인 캐릭터에”. 《마이 라이프 뉴스》. 2014년 1월 7일. 2020년 8월 7일에 원본 문서에서 보존된 문서. 2014년 1월 27일에 확인함.
38. ↑  “특집 - 생명과 인권을 지키는 타케이 에미 씨의 메시지”. 《정부 홍보 온라인》. 2013년 3월 3일에 원본 문서에서 보존된 문서. 2019년 12월 20일에 확인함.
39. ↑  “후지산을 초콜릿으로 응원 산 「가나 프로젝트」 시동”. 《마이니치 신문》. 2013년 7월 18일. 2013년 7월 24일에 확인함. [깨진 링크(과거 내용 찾기)]
40. ↑  “타케이 에미, “산 가나” 응원 대사에 취임 「후지산에 올라보고 싶다!」”. 《마이 나비 뉴스》. 2013년 7월 18일. 2013년 7월 24일에 확인함.
41. ↑  “2015년 인구 조사 홍보의 실시 상황에 대해” (PDF). 총무성 통계국. 2019년 12월 20일에 확인함.
42. ↑  “홍보  갤러리”. 《인구 조사 2015 캠페인 사이트》. 총무성 통계국. 2014년 9월 27일에 원본 문서에서 보존된 문서. 2019년 12월 20일에 확인함.
43. ↑  “여배우 타케이 에미 씨를 기용한 포스터를 만들었습니다”. 일본  변호사 연합회. 2016년 1월 1일. 2017년 9월 8일에 원본 문서에서 보존된 문서. 2017년 9월 7일에 확인함.
44. ↑  “타케이 에미 일본 유산 대사에 취임 방문 「방문의 멋짐을 알고 싶다」”. 《Sponichi Annex》 (스포니치 신문사). 2016년 12월 15일. 2016년 12월 15일에 확인함.
45. ↑  “타케이 에미 싱글 매상 랭킹”. ORICON NEWS. 2018년 3월 10일에 확인함.
46. ↑  “타케이 에미 가수 데뷔. TAKURO 악곡 제공”. 닛테레NEWS24. 2011년 10월 26일. 2018년 10월 3일에 원본 문서에서 보존된 문서. 2018년 10월 3일에 확인함.
47. ↑  “『국민적 미소녀 콘테스트』그랑프리 결정!”. 《ORICON NEWS》 (oricon ME). 2006년 8월 2일. 2019년 12월 20일에 확인함.
48. ↑  “「미스 모바게 그랑프리 '09」가 결정 ~22만 이상의 사용자 투표와 심사위원에 의한 심사 결과 그랑프리는 「타케이 에미 씨」, 준 그랑프리는 「토다 레이 씨를 결정~」”. 주식회사 디・엔・에이. 2009년 4월 23일. 2019년 12월 20일에 확인함.
49. ↑  “베스트 드레서상 : 16세·타케이 에미가 역대 최연소 수상 사와무라 잇키, 스기모토 아야, 나카자와  유지 선수도”. 《만탄웹》 (주식회사MANTAN). 2010년 11월 25일. 2019년 12월 20일에 확인함.
50. ↑  “더 텔레비젼 드라마 아카데미상 : 【제68회 여우조연상】타케이 에미”. 《web더 텔레비전》. 카도카와 매거진. 2011년 5월 11일. 2013년 6월 25일에 원본 문서에서 보존된 문서. 2019년 12월 20일에 확인함.
51. ↑  “네덜란드 국제 전구 협회 뉴스 레터 Ms.Lily 상 결정 2011년 7월호 VOL.028 ■제10회 Ms.Lily 2011 시상식 여배우 타케이 에미 씨가 수상! 최연소 Ms.Lily 탄생!” (PDF). 아이바루부 재팬. 2019년 12월 20일에 확인함.
52. ↑  “「VOGUE JAPAN　Women of the Year 2011」결정!”. 콘데나스트·재팬. 2011년 11월 25일. 2019년 12월 20일에 확인함.
53. ↑  “타케이 에미, 2011년 「베스트 스마일」 수상에 만면의 미소”. 《eltha》. 오리콘. 2011년 11월 8일. 2014년 2월 2일에 확인함.
54. ↑  “베스트 스마일 오브 더 이어 2011은 미우라 가즈요시 씨와 타케이 에미 씨”. 《DENTAL VISION》 (의료경제출판). 2011년 11월 8일. 2014년 2월 11일에 확인함.
55. ↑  “타케이 에미, 오오시마 유코 등 보석 베스트 드레서 상 수상!”. 《더 텔레비젼》. KADOKAWA. 2012년 1월 13일. 2019년 12월 20일에 확인함.
56. ↑  “요시나가 사유리, 타케이 에미에 야마 후미코 영화상”. 《nikkansports.com》 (닛칸스포츠 신문사). 2012년 11월 30일. 2019년 12월 20일에 확인함.
57. ↑  “타케이 에미, 앞으로 「악한 역할도 좋은 역할도 맡아 나갈 수 있도록」”. 《ORICON NEWS》 (oricon ME). 2012년 12월 28일. 2019년 12월 20일에 확인함.
58. ↑  “올해 “세계에 자랑 연예인”에 타케이 에미 「연예인 오브 더 이어 」  수상”. 《ORICON NEWS》 (oricon ME). 2012년 12월 14일. 2019년 12월 20일에 확인함.
59. ↑  “타케이 에미, 마츠자카 토리 등이 신인상을 수상!  2013년에 란 도르 상 시상식 포토 특집”. 《크랭크인!》 (할리우드 특집). 2013년 2월 7일. 2019년 12월 20일에 원본 문서에서 보존된 문서. 2019년 12월 20일에 확인함.
60. ↑  “『제36회 아카데미상』일본 아카데미상 우수 작품상 외에 발표”. 《ORICON NEWS》 (oricon ME). 2013년 1월 22일. 2019년 12월 20일에 확인함.
61. ↑  “타케이 에미 비평가 대상 신인 여우 상을 수상 연애는 「어른이 되면」”. 《엔터테인먼트OVO》 (교도 통신사). 2013년 5월 2일. 2019년 12월 20일에 확인함.
62. ↑  “타케이 에미 염원의 “안경 여성”에 큰 기쁨 「지적인 여자  되고 싶다」”. 《ORICON NEWS》 (oricon ME). 2013년 10월 9일. 2019년 12월 20일에 확인함.
63. ↑  “왕위 공동 제작 드라마 「파트너」 베트남 영화제에서 대상 수상”. 《VIETJO베트남 뉴스》 (Viet Economic Research & Advisory Corp.). 2013년 10월 21일. 2019년 12월 20일에 확인함.
64. ↑  “타케이 에미 미각 대상 선정에 깜짝 「다리 컴플렉스를...」”. 《Sponichi Annex》 (스포니치 신문사). 2014년 11월 5일. 2019년 12월 20일에 확인함.
65. ↑  “타케이 에미, 환희!  「바람의 검심」이 「제3회 재팬 액션 어워드」 MVP 작품 결정!”. 《시네마 투데이》 (주식회사 시네마투데이). 2015년 3월 20일. 2019년 12월 20일에 확인함.
66. ↑  “타케이 에미 엄마, 변함없는 아름다움 「베스트 포머 리스트」에서 출산 후 첫 공식 석상”. 《SANSPO.COM》 (산케이 디지털). 2018년 10월 25일. 2018년 10월 25일에 확인함.
67. ↑  “「기모노 베스트 드레서 2018」에 타케이 에미 씨, 하뉴 유즈루 씨.  특별상 혼조 타스쿠 씨.”. 전국 기모노. 2018년 12월 20일. 2019년 12월 20일에 확인함.